# END Verkehrsgesellschaft
Die END Verkehrsgesellschaft mbH & Co KG, meist kurz END genannt, war ein überwiegend im Landkreis Esslingen in Baden-Württemberg agierendes Verkehrsunternehmen mit Sitz in Stuttgart-Möhringen. Zuletzt betrieb sie fünf Buslinien, von denen zwei über die Esslinger Kreisgrenze hinaus auch die Stuttgarter Stadtteile Heumaden und Plieningen bedienten. An der GmbH & Co. KG waren die Städte Esslingen am Neckar (37,5 Prozent) und Ostfildern (25 Prozent), die Stuttgarter Straßenbahnen (SSB) sowie die Gemeinden Denkendorf und Neuhausen auf den Fildern (je 12,5 Prozent) beteiligt. Zum 31. Dezember 2015 stellte sie nach 90 Jahren ihren Geschäftsbetrieb ein.

## Linien
| Linie | Strecke                                                                                             | Betriebsdurchführung                                |
| ----- | --------------------------------------------------------------------------------------------------- | --------------------------------------------------- |
| 119   | Esslingen Bahnhof – Zollberg – Nellingen – Denkendorf Neuhäuser Straße                              | SVE                                                 |
| 120   | Esslingen Bahnhof – Zollberg – Nellingen – Scharnhausen – Neuhausen – Wolfschlugen Löwen            | SVE                                                 |
| 121   | Oberesslingen Bahnhof – Sirnau – Denkendorf – Neuhausen Schlossplatz                                | SVE, zuvor Schefenacker                             |
| 122   | Esslingen Bahnhof – Scharnhauser Park – Scharnhausen – Plieningen – Flughafen                       | Fischle                                             |
| 131   | Esslingen Bahnhof – Parksiedlung – Ruit – Heumaden – Kemnat (– Scharnhausen Plieninger Straße Nord) | Fischle, Ruffner, bis 1994: SSB, 1994–2000: Ruffner |

## Geschichte
Am 19. August 1924 beschlossen der Oberbürgermeister von Esslingen und die Schultheißen von Berkheim, Denkendorf, Nellingen auf den Fildern und Neuhausen auf den Fildern im Hinblick auf die geplante Errichtung einer Straßenbahn eine Gesellschaft mit beschränkter Haftung (GmbH) zu gründen. Dieser Schritt erfolgte am 27. Januar 1925, das Stammkapital betrug 750.000 Reichsmark und verteilte sich wie folgt:
- Stadtgemeinde Esslingen: 375.000 Reichsmark (50,0 Prozent)
- Stuttgarter Straßenbahnen AG: 150.000 Reichsmark (20,0 Prozent)
- Gemeinde Nellingen auf den Fildern: 113.000 Reichsmark (~ 15,1 Prozent)
- Gemeinde Denkendorf: 112.000 Reichsmark (~ 14,9 Prozent)

Das Unternehmen hieß ursprünglich Straßenbahn Esslingen–Nellingen–Denkendorf GmbH und erhielt am 24. Juni 1926 die Konzession für Bau und Betrieb der Überlandstraßenbahn von Esslingen über Nellingen nach Denkendorf. Diese wurde schließlich am 18. Dezember 1926 eröffnet. Im Hinblick auf die 1929 erfolgte Erweiterung der Straßenbahn schlossen sich am 17. Februar 1928 auch die Gemeinden Scharnhausen und Neuhausen auf den Fildern der Gesellschaft an. Das Stammkapital wurde auf 1.000.000 Reichsmark erhöht und war fortan auf sechs Gesellschafter verteilt:
- Stadtgemeinde Esslingen: 440.000 Reichsmark (44 Prozent)
- Stuttgarter Straßenbahnen AG: 240.000 Reichsmark (24 Prozent)
- Gemeinde Denkendorf: 120.000 Reichsmark (12 Prozent)
- Gemeinde Nellingen auf den Fildern: 120.000 Reichsmark (12 Prozent)
- Gemeinde Neuhausen auf den Fildern: 50.000 Reichsmark (5 Prozent)
- Gemeinde Scharnhausen: 30.000 Reichsmark (3 Prozent)

Zu Beginn der 1930er Jahre geriet das Unternehmen in wirtschaftliche Schwierigkeiten, es konnte nur gerettet werden, indem das Stammkapital ein weiteres Mal auf jetzt 1.200.000 Reichsmark erhöht und die SSB gleichzeitig zum Haupteigner wurde:
- Stuttgarter Straßenbahnen AG: 450.000 Reichsmark (~ 37,5 Prozent)
- Stadtgemeinde Esslingen: 430.000 Reichsmark (~ 35,8 Prozent)
- Gemeinde Denkendorf: 120.000 Reichsmark (10,0 Prozent)
- Gemeinde Nellingen auf den Fildern: 120.000 Reichsmark (10,0 Prozent)
- Gemeinde Neuhausen auf den Fildern: 50.000 Reichsmark (~ 4,2 Prozent)
- Gemeinde Scharnhausen: 30.000 Reichsmark (~ 2,5 Prozent)

Am 1. Oktober 1955 nahm die END zusätzlich zum Straßenbahnverkehr auch den Omnibusverkehr auf. Die erste Linie mit der Bezeichnung Fi verband Esslingen über Nellingen und die Bundesautobahn 8 mit Echterdingen und verkehrte mit angemieteten Fahrzeugen. Im Dezember 1957 wurde sie an die SSB übergeben und mit deren Linie E vereinigt. Stattdessen nahm die END eine neue Buslinie De von Oberesslingen nach Denkendorf in Betrieb, die man im Oktober 1962 schließlich nach Neuhausen auf den Fildern verlängerte. Auch diese zweite Linie betrieb man mit einem angemieteten Omnibus.
1958 folgte die neue Linie Ru vom Bahnhof Esslingen nach Ruit, für diese beschaffte die END ihren ersten eigenen Omnibus. 1961 eröffnete man für die mittlerweile zwei END-Omnibusse in der Parksiedlung ein an der Parkstraße gelegenes Depot. Das Gebäude ist bis heute vorhanden und dient derzeit einem Handwerksbetrieb als Lagerstätte. 
1969 übernahm die END von den SSB pachtweise die Linien Q (Heumaden–Ruit–Scharnhausen, später nach Nellingen verlängert) und R (Heumaden–Ruit–Nellingen über Paracelsus-Krankenhaus). Später wurde auch Kemnat bedient. Als fünfte Buslinie folgte zum 1. Januar 1975 die neueingerichtete Linie D, welche den Innerortsverkehr in Denkendorf bediente und zwischen Straßenbahnendstation und Albert-Schweitzer-Schule verkehrte. Heute fährt hier der Bürgerbus Denkendorf.

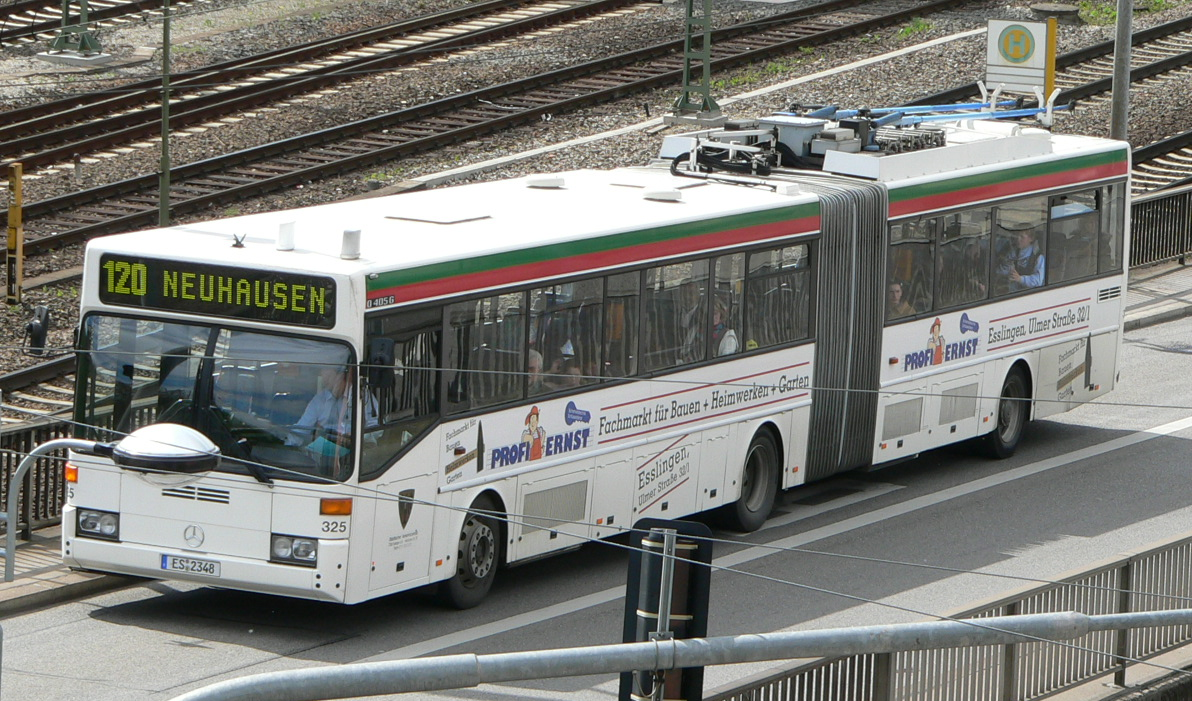
Ein Duo-Bus des SVE im Einsatz auf der END-Linie 120 nach Neuhausen

Im Zuge der zum 1. März 1978 erfolgten Umstellung der Straßenbahn auf Omnibusbetrieb erhielt das Unternehmen seine heutige Bezeichnung. Die Straßenbahn nach Denkendorf wurde durch die neue Linie ED ersetzt, die Straßenbahn nach Neuhausen auf den Fildern entsprechend durch die neue Linie EN. Seither besitzt die END auch keine eigenen Omnibusse mehr, stattdessen werden die gesamten Fahrleistungen beim Städtischen Verkehrsbetrieb Esslingen am Neckar (SVE) beziehungsweise den privaten Omnibusunternehmen Esslinger Omnibusverkehr E. Fischle, Ruffner und Schefenacker in Auftrag gegeben. Bis 1994 fungierten auch die SSB als Subunternehmer der END. 
1985 wurde das alte Buchstabenschema aufgegeben, es wurden im Hinblick auf die zum 1. Oktober 1993 erfolgte Vollintegration in den Verkehrs- und Tarifverbund Stuttgart (VVS) dreistellige Liniennummern eingeführt: 
- ED > 119
- EN > 120
- De > 121
- Q und R > 130
- Ru > 131

Zeitweilig waren die Linien 119 und 120 auch Bestandteil des Oberleitungsbusses Esslingen am Neckar. Von 1990 bis 2005 wurden sie durch den SVE mit Duo-Bussen des Typs Mercedes-Benz O 405 GTD bedient. Diese verkehrten zwischen dem Bahnhof Esslingen und der Stadtgrenze in beiden Fahrtrichtungen elektrisch, an der Haltestelle Nellinger Linde erfolgte jeweils der Traktionswechsel. Die heute teilweise verwaiste Fahrleitungsinfrastruktur befand sich jedoch stets im Besitz des SVE. 
Jüngste END-Busverbindung war die Linie 122, die ab dem 9. September 2000 zunächst zwischen Esslingen Bahnhof und Scharnhausen Plieninger Straße verkehrte und 2001 zum Flughafen Stuttgart verlängert wurde. Im Gegenzug wurde die Linie 130 ebenfalls am 9. September 2000 aufgegeben und durch die nach Nellingen führende Neubaustrecke der Stadtbahn Stuttgart ersetzt.

## Einstellung des Geschäftsbetriebs
Zum Jahresende 2015 wurde die END Verkehrsgesellschaft abgewickelt. Dies beschlossen die Gesellschafter im November 2013. Die Beteiligung der SSB an dem interkommunalen Unternehmen wurde zum gleichen Zeitpunkt beendet. Ursächlich hierfür: nach dem seit 2007 geltenden neuen Rechtsrahmen der Europäischen Union (EU) ist eine weitere Beteiligung der SSB an der END nach 2018 nicht mehr mit den Vorgaben der EU-Verordnung in Einklang zu bringen. Andernfalls könnte die Stadt Stuttgart das Erbringen von Verkehrsleistungen nicht mehr direkt an ihre Tochtergesellschaft SSB vergeben. Die Linienkonzessionen der END liefen Ende 2015 aus und gingen auf den Landkreis Esslingen über. Das Liniennetz blieb unverändert. Der Landkreis Esslingen hat die Verkehrsleistungen neu ausgeschrieben und an das private Unternehmen GR Omnibus vergeben, das die fünf Linien seit dem 1. Januar 2016 unter dem Markennamen Filderexpress betreibt. Zuvor hatte das Busunternehmen Schlienz aus Kernen im Remstal zum 1. Januar 2015 die Aktivitäten des Unternehmens Gerhard Ruffner Omnibusverkehr übernommen und die neue Gesellschaft GR Omnibus gegründet. 
Für die END-Mitarbeiter wurde eine Versorgungsgesellschaft gegründet, welche seit Anfang 2016 die Zusatzversorgungsleistungen sicherstellt, aber nicht als Verkehrsunternehmen fungiert.

## Fahrzeuge

### Omnibus
Für den Kraftverkehr wurden im Laufe der Jahre folgende 13 Wagen beschafft: 
- zwei Daimler-Benz O 317, Baujahre 1958 und 1963
- zwei Daimler-Benz O 317 G-Gelenkbusse mit Vetter-Aufbau, Baujahr 1975
- zwei Büssing 13 R / U 7 H, Baujahr 1961
- vier Büssing Präsident 14, Baujahre 1963, 1964 und 1968
- drei Büssing 110 V, Baujahr 1970